# Willanzheim
Willanzheim er en købstad (markt) i Landkreis Kitzingen i Regierungsbezirk Unterfranken, i den tyske delstat Bayern. Den er en del af Verwaltungsgemeinschaft Verwaltungsgemeinschaft Iphofen.

## Geografi
Willanzheim ligger i Region Würzburg (Bayerische Planungsregion 2).
Kommunen består id over Willanzheim af landsbyerne Markt Herrnsheim og Hüttenheim.
Willanzheim ligger i en højde af 259,6 moh., Markt Herrnsheim 270,5 moh.,
Hüttenheim 281,8 moh., Hüttenheimer Tannenberg 382 moh.